# Robin Llwyd ab Owain

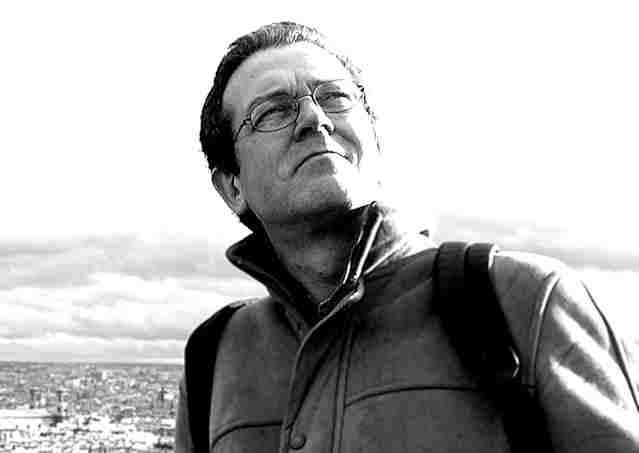
Robin Owain (2005)

Robin Llwyd ab Owain (* Juni 1958) ist ein walisischer Dichter.

## Leben
Robin Owain ist der Sohn des Schriftstellers Owain Owain. Im Jahr 1991 gewann er den „Stuhl“ (erster Preis) beim „National Eisteddfod“ in Mold, Nordwales für das Gedicht Merch Ein Amserau („Mädchen unserer Zeit“) in walisischer Sprache. Im Dezember 1996 veröffentlichte er seine Gedichte als erster walisischer Autor im Internet: Rhedeg ar Wydr („Laufen auf Glas“).
Er hat bekannte Lieder geschrieben, inklusive vieler, die von Bryn Terfel interpretiert wurden, z. B. „Brenin y Ser“ (König der Sterne). Auch Rhys Meirion hat viele Lieder aufgenommen, z. B. „Pedair Oed“ (Vier Jahre alt). Der Schauspieler Rhys Ifans hat seine Gedichte im Fernsehen vorgetragen.
Robin Owain lebt in Ruthin, ist verheiratet und hat zwei Kinder. Von 1990 bis 1991 war er Bürgermeister von Ruthin.